# Loaded TV
 (janvier 2022).
Pour les articles homonymes, voir Loaded.
Loaded TV est une chaîne de télévision britannique privée. Elle est en lien avec le magazine masculin Loaded. Elle est lancée le 26 novembre 2012 et est diffusée en direct sur le site Web de Loaded TV. La chaîne fut également diffusé auparavant pendant les soirées sur Controversial TV. Loaded TV est créée par Paul Baxendale-Walker (également connu sous le nom de Paul Chaplin), acquéreur des magazines Superbike et Loaded après l'entrée en fonction de Vitality Publishing en avril 2012. La majorité des émissions sont produites en interne dans les studios Loaded TV à Hersham, Surrey. Il y a cependant quelques acquisitions sur la chaîne.

## Traduction
- (en) Cet article est partiellement ou en totalité issu de l’article de Wikipédia en anglais intitulé « Loaded TV » (voir la liste des auteurs).

1. ↑  (en) « Adult producer plans two Loaded TV channels », sur Advanced television, 2012 (consulté le 17 janvier 2022)